# Liparis yongnoana
Liparis yongnoana är en orkidéart som beskrevs av N.S.Lee, C.S.Lee och K.S.Lee. Liparis yongnoana ingår i släktet gulyxnen, och familjen orkidéer. Inga underarter finns listade i Catalogue of Life.